# Real Steel World Robot Boxing
Real Steel World Robot Boxing è un videogioco di lotta del 2013 ispirato al noto film Real Steel, ed è per piattaforma mobile. Il gioco è stato creato dalla Reliance Games.

## Trama
Il gioco si ambienta in un universo alternativo dopo gli eventi di Real Steel, dove siamo un giovane che tenta di conquistare il titolo di campione del World Robot Boxing seguendo in parte le orme di Charlie Kenton e Max. Facendosi guidare da Bailey, il protagonista va avanti di area in area affrontando vari robot dal film e non solo. Dopo aver battuto Midas e Metro (Rispettivamente al Crash Palace e allo Zoo) arriva a sfidare i grandi del WRB, fra i quali Twin Cities e Zeus. Dopo aver battuto il campione, il protagonista va ad affrontare le ultime due sfide, WRB Gold ed Elementale, battendole, e diventando il vero campione del World Robot Boxing.

## Modalità di gioco
Il gioco ha quattro modalità: Carriera, Eventi in diretta, Sfide e Versus. Nella Carriera bisogna affrontare sei aree (Underground I e II, WRB I e II, WRB Gold e WRB Elemental), in Eventi in diretta è necessario avere almeno due robot per affrontare eventi giornalieri, in Sfide Bisogna usare un determinato robot per vincere una determinata ricompensa, e in Versus si deve affrontare delle sfide dove devi avere un determinato livello.

### Aree
Vi sono sei aree, con due campioni alla fine. Esse sono:
- Underworld 1: il boss intermedio è Atom (il robot protagonista del primo film), quello finale è Midas (anche lui visto nel film);
- Underworld 2: il boss intermedio è Hollow Jack (robot ispirato a Jack-o'-lantern, inedito del gioco), quello finale è Metro (anche esso dal film);
- World Robot Boxing 1: il boss intermedio è Cosmobot (robot indeciso del gioco, ispirato ad un astronauta), quello finale è Twin Cities (dal Film);
- World Robot Boxing 2: il boss intermedio è Touchdown (robot ispirato ad un giocatore di football, anche questo inedito) quello finale è Zeus (il 'cattivo' principale del film);
- World Robot Boxing Gold: ci sono quasi tutti i boss del gioco (Atom, Midas, Metro e Zeus) in versione dorata, più un boss inedito, Trigore (ispirato ad un triceratopo);
- World Robot Boxing Elemental: aggiunta con un update del 2023, la categoria ha tutti robot 'elementali' inediti creati appositamente per questa ultima sfida, e sono: High Voltage, Death Metal, Vesuvius, Chiller e Gemstone.

## Sequel
Dopo la creazione di WRB è stato creato un gioco chiamato Real Steel Boxing Champions dove si può costruire il proprio robot con parti dei robot del film.